# Sibirien, Sundsvall
Sibirien är ett villaområde i östra Sundsvall. Området ligger norr om stadsdelen Ortviken och Ortvikens pappersbruk. 
I Sibirien finns en lekplats och en förskola, samt tillgång till elljusspår.
Namn på Sibiriens gator: 
- Barkvägen
- Flisvägen
- Sibirienvägen
- Slipgatan
- Stockgränd
- Vattugatan
- Stapelvägen